# Иисус Христос в искусстве
Образ Иисуса Христа исключительно широко представлен в произведениях искусства, включая изобразительное искусство и художественную литературу.
Одна из десяти заповедей — «Не делай себе кумира и никакого изображения кумира» из Исх. 20:4—6 препятствовала изображению Иисуса. Особенно против изображения человеческих фигур и размещения статуй в храмах были иудеи. Так продолжалось до III века. Первые изображения людей в храмах стали известны только при раскопках синагоги Дура-Европос, построенной в середине III века. Во время преследований христиан в Римской империи также запрещалось делать рисунки в церкви и поклоняться им. Вопрос изображения людей в храмах был предметом споров до конца IV века.
Иоанн Дамаскин писал о необходимости изображать Христа для жизни христианина, с целью познания Бога: «…через посредство иконной живописи мы созерцаем изображение телесного Его вида, и чудес, и страданий Его… И почитаем и кланяемся телесному виду Его. А созерцая телесный вид Его, мы восходим, насколько это возможно, к созерцанию и славы Его Божества».

## Ранний период
Изображения Иисуса, датированные I веком, не известны. Согласно отцам Седьмого Вселенского собора, «предание делать живописные изображения существовало еще во времена апостольской проповеди». Согласно церковному преданию, первая икона Христа была явлена уже во время его земной жизни — Нерукотворный образ, связанный с историей царя Осроены Абгара V Уккамы. Евагрий Схоластик в «Церковной истории» писал, что «нерукотворную икону… не руки людей создали». В 944 году образ был выменян византийским императором Романом Лакапином на 200 пленных мусульман. Святыня была торжественно перенесена из Эдессы, столицы Осроены в Константинополь, где помещалась в Фаросском храме Большого императорского дворца. В честь этого установили церковный праздник Перенесения Нерукотворного образа Спасителя, 16 августа. После взятия Константинополя крестоносцами в 1204 году судьба иконы неизвестна.
Раннее христианство в целом разделяло подход Нового завета: «если же и знали Христа по плоти, то ныне уже не знаем» (2Кор. 5, 16). У христианских мыслителей III веков, и отчасти также IV века присутствует идея, что следует акцентировать внимание на мистическом аспекте миссии Христа. Они не одобряли обращение к преданиям о его внешности «по плоти». Они высказывали сомнения, что Иисус принципиально изобразим, поскольку божественность невозможно передать через искусство, кроме того, согласно традиции, облик Иисуса обладал неуловимым, по словам Иеронима, «звёздным», что, по словам Оригена, раскрывалось или не раскрывалось в зависимости от того, достоин ли видящий, а также определяется разнообразием его «неисчислимых помышлений»; это имеет отношение к земной жизни Христа и тем более к явлениям после его воскресения. В апокрифах («Деяния апостола Иоанна» III века) мотив непрерывных преображений облика Христа утрирован в фантастическом ключе. Аскетическая направленность вела Климента Александрийского к предположению о некрасивости Иисуса в земной жизни, потому что красота отвлекала бы от его слов. Ожидая в скорости второго пришествия Иисуса Христа «со славою», ранние мученики в своих предсмертных восторженных видениях узрели явление Христа как преображённого победителя, «юного ликом» — «Страсти святых Перпетуи и Фелицаты» начала III века. В рамках этого взгляда на первых дошедших живописных изображениях Иисуса — на стенописи римских катакомб и в церкви с крещальней, обнаруженной в Дура-Европос в Месопотамии (III век) и в пластике исключается «портретность». Передаются а символы миссии Иисуса: он добрый пастырь, держащий на плечах спасённую овцу (на статуе III века в Латеранском музее в Риме, мозаике мавзолея Галлы Плацидии в Равенне V века, и др., ср. Матф. 18, 12—14 и др.); подобен Орфею, который умиротворяет и очеловечивает животных своей музыкой, и т. п. На этих изображениях Иисус юн, заметна его простота, то плебейская, то буколическая.

## Формирование и развитие канона
«Портретные» изображения Иисуса, на которых он представлен кпк длинноволосый и бородатый муж, вплоть до IV века засвидетельствованы только для гностической и языческой среды и до настоящего времени не дошли. Предполагается, что данный тип связан с античной традицией портретных изображений философов. По мнению археолога и искусствоведа Пауля Занкера, бородатый вид Иисуса с длинными волосами связан с изображением таких харизматических философов, как Евфрат, Дион Хрисостом и Аполлоний Тианский, которые, как утверждалось, тоже могли творить чудеса. После того, как в начале IV века Церковь получила легальный статус, а в конце этого столетия заняла господствующее положение, начинается активное развитие церковного искусства, а образы Христа становятся более торжественными, репрезентативными, приближаются к официозному изображению императоров: «аккламация» — торжественное приветствие Иисуса — царя на престоле — например, мозаика Санта-Пуденциана в Риме IV века; но также и к предполагаемой исторической реальности; в то же время пробуждается к палестинским святым местам. Облик бородатого мужа поддерживается авторитетом изображений, заявленных как «нерукотворные». Этот тип вытеснил тип безбородого юношы из катакомб. Последний ещё имел место в алтарной апсиде Сан-Витале в Равенне середины VI века; позднее его иногда использовало романское искусство. Развитая византийская иконография согласно с литературой того времени помимо отрешённый царственности акцентировалась на изощренной тонкости ума — мозаики в церкви монастыря Хора в Константинополе 1320-е годов; сострадательности. Живопись средневековой Руси продолжала византийские традиции, передавая пронзительные, суровые, огненные черты Спаса Нерукотворного, однако в XII—XIV веках переходит к мягким, сосредоточенным и тихим элементам уравновешенного образа Спаса из Звенигородского чина, атрибутируемого Андрею Рублёву. Только осторожно поздневизантийское и древнерусское искусство передают тему Христа как страдальца. Русские духовные стихи часто передают умиление перед муками Иисуса, которое воспринимается как бы сквозь душевную муку Богоматери.
В западном искусстве к этой теме переходят с X века: «Распятие Геро» первым в явном виде передаёт мотив унижения. В XII веке на неё повлияли Бернар Клервоский и особенно Франциск Ассизский и его последователи в XIII века под земной жизнью Христа, к которой подходят с сочувствием и вчувствованием. Позднесредневековое искусство Запада поставило страсти Христовы в центр внимания. Творцы создали продуктивную натуралистически-экспрессивную традицию изображений Иисуса: «муж скорбей», иссечённый бичами, с терновым венцом, взывающий к состраданию молящихся; израненный мертвец, что на коленях плачущей матери: в рамках итальянской культуры — Пьета, «сострадание», немецкой — Веспербильд, «образ для вечерни». В средневековой рыцарской культуре, сформулировавшей собственную версию христианской символики в легендах о святом Граале, Иисус вилелся безупречным королём-рыцарем с учтивым и открытым лицом — например, статуи Христа XIII века, помещённые на порталах Амьенского и Шартрского соборов.
Существует версия, что лик и тело Иисуса в момент его воскресения из мёртвых чудесным образом оказались запечатлёнными на Туринской плащанице. Независимые исследования, проведённые методом радиоуглеродного анализа, датировали возраст Туринской плащаницы в диапазоне XII—XIV веков..

## Новое время
В период Реформации и крестьянских войн в Германии Маттиас Нитхардт (Грюневальд) смог довести мотив распятия до предельной выразительности, с вывороченными суставами, сведённым судорогой телом, сплошь покрытым нарывами и ссадинами. Оппозицией этому «варварству» становятся произведения итальянского кватроченто, на новой базе возрождившее имевшийся в Византии и в рыцарской среде идеал спокойного достоинства и духовного равновесия. Основу этого типа создал Мазаччо, христианско-мистическую его вариацию — Беато Анджелико, языческий, с акцентированием в духе стоицизма — Андреа Мантенья. В позднем Ренессансе образ Иисуса впервые перестал ставится в центр и быть определяющим даже в произведениях на христианские сюжеты. В росписи Сикстинской капеллы Микеланджело тон задаётся патетикой и мощью творящего мир Саваофа; Иисус, на фреске «Страшный суд», полностью разрывая тысячелетнюю традицию, представлен как буйно гневающийся атлет. В работе Рафаэля тон даёт женственность Мадонны, а Иисус обладает чертами немужественной красоты, которые позднее утрировал Корреджо, Болонская школа живописи, особенно Гвидо Рени. Написанный последним «Христос в терновом венце» во множестве копий украсил церкви во многих католических и православных странах, получив отражение в церковных барокко и рококо. Венецианская живопись XVI века, особенно Тициан, отличается утяжелённостью, «дебелостью» традиционного типа изображений, однако сохраняет высокий смысл трагичности. Процесс «опустошения» образа продолжается и дальше, из чего известны только некоторые исключения, важнейшие — работы Эль Греко и Рембрандта. Первый, работая в рамках потребностей контрреформационной Испании, через средства новых пропорций и ритмов придаёт традиционному типу пронзительную остроту. Рембрандт в контексте протестантской Голландии исключает какое-либо традиционное благообразие и изображает Иисуса Христа некрасивым, грубоватым, но искренним плебейским проповедником.
В подходе к традиционным темам поэзия барокко могла достигать большей глубины, нежели живопись. Немецкая лирика XVII века представлена, среди прочего, католическими «пасторалями» Фридриха Шпее, где Иисус Христос воспевается как новый Дафнис, и более строгими протестантскими гимнами, написанными Паулем Герхардтом. Иисус предстаёт в качестве героя гекзаметрического эпоса, написанного в духе Вергилия, ещё со времени поэмы «Христиада» Марка Иеронима Виды XVI века, характеризуемой как холодная латинская стилизация. Монументальностью замысла и детальностью исполнения характеризуются работы XVII века — «Возвращённый рай» Джона Мильтона и «Мессиада» Ф. Г. Клопштока, которые, однако, ради придания образу специфической для эпопеи величавости, жертвуют его внутренней цельностью. С этими произведениями сравнима созданная в начале XIX века классицистическая версия типа Христа в пластике Бертеля Торвальдсена. С начала XIX века немецкие «назарейцы» в своей романтической живописи стремились к устранению театральности барокко и холодности классицизма, как правило заменяя аскетическую духовность на «нравственную серьёзность», а утерянную веру в реальность чуда — на умиление перед поэтичностью стилизованной легенды. Романтический пессимизм проявляется в работе «Речь мёртвого Христа с высот мироздания о том, что Бога нет», которая включена в роман Ж. П. Рихтера «Зибенкэз». Новый мотив жизни Иисуса заключается уже не в том, что Бог нисходит к людям, а в приходе человека к несуществующему, безучастному, или «мёртвому» Богу, что понимается как трагически напрасное действие и служит предельным доказательством бессмысленности бытия. Это видение отражает лирика XIX века — Альфред де Виньи, Жерар де Нерваль, Шарль Бодлер и др., и искусство XX века «Гефсиманский сад» Р. М. Рильке. В то же время, историзм XIX века впервые позволил интерпретировать события Евангелий с мистической позиции вечной «современности» по отношению к каждому поколению христиан, а с историко-культурной точки зрения, как момент историко-культурного процесса, обладающий не абсолютностью, а колоритностью времени и места, что передано, например, в революционном для 1850-х годов археологизме библейских и евангельских эскизов Александра Иванова. Успех европейского уровня получила «Жизнь Иисуса» Эрнеста Ренана (1863), передавшая свой предмет в рамках исторической беллетристики. Такой Иисус вполне лишён божественности, но ярко ощущаем как страдающий человек. Он стал одним из идеалов либеральных и демократических интеллигентов XIX века, символом жертвенной любви к угнетённым — от творчества Генриха Гейне и Виктора Гюго до общеевропейской поэзии христианского социализма, где этот мотив представлен в вырожденной форме, в России — Алексей Плещеев, Семён Надсон и др.; немецкая живопись — картины Фриц фон Уде, написанные в 1880-х годах и помещающие Христа в окружение бытовых типов рабочих того времени, русская живопись — «Христос в пустыне» Ивана Крамского, скульптура Христа Марка Антокольского, картины Hиколая Ге 1890-х годов, в которых заметно влияние толстовства: Иисус в образе измождённого галилейского бунтаря противостоит глумлению иудейского духовенства, заседающему в Синедрионе, сытой иронии Понтия Пилата и прозаичной казни на Голгофе. Целая эпоха характеризуется словами Николая Некрасова, сказанными о Чернышевском: «Его послал Бог гнева и печали царям земли напомнить о Христе». Некоторые русские писатели XIX века стремились сохранить ортодоксально-мистическую интерпретацию образа Христа, однако они также стояли близко к этим «голгофским» акцентам: «Эти бедные селенья» Фёдора Тютчева связывают Иисуса, страдающего, «Удручённого» тяжестью креста, и «наготу смиренную» крестьянской России; Фёдор Достоевский в «Братьях Карамазовых» представил его как узника в темнице Великого инквизитора. Традиция получила продолжение в произведениях XX века. Иешуа Га-Ноцри Михаила Булгакова в романе «Мастер и Маргарита» получает образ праведного чудака, пострадавшего от трусливой машины власти. Этот персонаж подвёл итог всей «ренановской» эпохи; в нём заметна связь с целым рядом отражений образа Христа в искусстве и литературе XIX века. В поэзии Бориса Пастернака мука Христа сближается с трагической уязвимостью Гамлета. Поэма Александра Блока «Двенадцать» даёт особый образ Христа «в белом венчике из роз» (предположительное влияние католических символов или реплика Заратустры Фридриза Ницше), который шествует по завьюженному Петрограду, возглавляя двенадцать красногвардейцев (то есть двенадцать апостолов). На Западе истолковать Иисуса в качестве метафоры революции пытался Анри Барбюса, менее резко — Пьер Пазолини в фильме 1964 года «Евангелие от Матфея».
В литературе на идише к теме Иисуса обращались Шолом Аш в первом томе трилогии «Человек из Назарета» (1943), на иврите — Аарон Кабак в романе «По узкой тропе» (1937), Игаль Мосинзон в повести «Иуда Искариот» (1963) и Натан Агмон (Быстрицкий) в драме «Иисус из Назарета» (1961). Как олицетворение еврейского народа, обречённого на муки и страдания галута, распятый Иисус представлен в произведениях У. Ц. Гринберга, в особенности в его ранних стихотворениях и поэмах. В ряде работ еврейских художников Иисус интерпретирован в духе, отличном от христианской традиции; помимо пластических работ М. Антокольского, это скульптурное творчество Джейкоба Эпстайна, картины Марка Шагала и др. После Холокоста произведения не только еврейских, но и многих христианских авторов представляют образ Иисуса как символ мученичества еврейского народа, включая гравюры М. Гофмана, графическую серию «Христос в Майданеке» Зиновия Толкачёва и др.
В 1801 году английский скульптор Томас Бэнкс вместе с художниками Бенджамином Уэстом и Ричардом Косвеем провели эксперимент над телом казнённого преступника, чтобы проверить, насколько правильно с точки зрения анатомии человека в мировом искусстве изображается распятый Иисус. Популярность получила бронзовая скульптура «Бездомный Иисус» работы канадского скульптора Тимоти Шмальца, изображающие Иисуса в образе бездомного, спящего на скамейке. Скульптуру называют «визуальным переводом» отрывка из Евангелия от Матфея, (Мф. 25:40), в котором Иисус проповедует своим ученикам: «так как вы сделали это одному из сих братьев Моих меньших, то сделали Мне». Оригинал скульптуры был установлен в Реджис Колледже Университета Торонто в начале 2013 года. К началу 2016 года около 100 экземпляров «Бездомного Иисуса» были выставлены в разных странах.